# Mongólia nos Jogos Olímpicos de Inverno de 1964
A Mongólia competiu nos Jogos Olímpicos de Inverno de 1964, realizados em Innsbruck, Áustria.